# Список послів України у Великій Британії
Надзвичайний і Повноважний посол України у Сполученому Королівстві Великої Британії та Північної Ірландії є послом України у Великій Британії. Президент Володимир Зеленський звільнив Вадима Пристайка з посади посла у Великій Британії 21 липня 2023 року. 7 березня 2024 року на посаду призначено Валерія Залужного.
Перший посол України у Сполученому Королівстві обійняв свою посаду в 1992 році, того ж року було відкрито українське посольство в Лондоні.

## Список представників

### Українська Народна Республіка
- 1919 — Микола Стаховський
- 1919 — 1921 — Арнольд Марголін
- 1921 — 1923 — Ярослав Олесницький
- 1923 — 1924 — Роман Смаль-Стоцький

### Україна
- 1992 — 1997 — Сергій Комісаренко[1]
- 1997 — 2002 — Володимир Василенко[2]
- 2002 — 2005 — Ігор Мітюков[3]
- 2005 — 2010 — Ігор Харченко[4]
- 2010 — 2014 — Володимир Хандохій[5]
- 2014 — Андрій Кузьменко — Тимчасовий повірений у справах
- 2014 — Ігор Кизим — Тимчасовий повірений у справах (в.о.)[6]
- 2015 — 2020 — Наталія Галібаренко[7]
- 2020 — 2023 — Вадим Пристайко[7][8]
- 2024 — Валерій Залужний[9]

## Див. так.
- Посольство України в Лондоні
- Посол Великої Британії в Україні